# Polona Hercog
Polona Hercog (pronúncia eslovena: [pɔˈlóːna ˈxèːɾtsɔk], nascida em 20 de janeiro de 1991) é uma tenista profissional eslovena. 
Suas classificações mais altas da carreira no ranking da WTA, são: 35 em simples e 56 em duplas. Ela conquistou cinco títulos no WTA Tour, três em simples e dois em duplas.
Hercog também teve sucesso no Circuito Feminino da ITF, ganhando vinte e dois títulos de simples e sete de duplas.
Em parceria com Jessica Moore [en], ela ganhou os títulos juniores do Aberto da França e do Torneio de Wimbledon na competição de duplas em 2008.

## WTA finais

### Simples: 4 (2 títulos, 2 vices)
| Campeã                                       |
| -------------------------------------------- |
| Grand Slam (0–0)                             |
| WTA Tour (0–0)                               |
| Tier I / Premier Mandatory & Premier 5 (0–0) |
| Tier II / Premier (0–0)                      |
| Tier III, IV & V / International (2–2)       |

| Finais por Piso |
| --------------- |
| Duro (0–0)      |
| Grama (0–0)     |
| Saibro (2–2)    |
| Carpete (0–0)   |

| Posição | N. | Data              | Torneio                                              | Piso   | Oponente                | Placar        |
| ------- | -- | ----------------- | ---------------------------------------------------- | ------ | ----------------------- | ------------- |
| Vice    | 1. | 27 Fevereiro 2010 | Abierto Mexicano TELCEL, Acapulco, México            | Saibro | Venus Williams          | 6–2, 2–6, 3–6 |
| Campeã  | 1. | 9 July 2011       | Swedish Open, Båstad, Suécia                         | Saibro | Johanna Larsson         | 6–4, 7–5      |
| Vice    | 2. | 17 Julho 2011     | Internazionali Femminili di Palermo, Palermo, Itália | Saibro | Anabel Medina Garrigues | 3–6, 2–6      |
| Campeã  | 2. | 22 Julho 2012     | Swedish Open, Båstad, Suécia (2)                     | Saibro | Mathilde Johansson      | 0–6, 6–4, 7–5 |

### Duplas: 3 (2 títulos, 1 vice)
| Campeã                                       |
| -------------------------------------------- |
| Grand Slam (0–0)                             |
| WTA Tour (0–0)                               |
| Tier I / Premier Mandatory & Premier 5 (0–0) |
| Tier II / Premier (0–0)                      |
| Tier III, IV & V / International (2–1)       |

| Finais por Piso |
| --------------- |
| Duro (1–0)      |
| Grama (0–0)     |
| Saibro (1–1)    |
| Carpete (0–0)   |

| Posição | N. | Data              | Torneio                                   | Piso   | Parceira                   | Oponentes                          | Placar           |
| ------- | -- | ----------------- | ----------------------------------------- | ------ | -------------------------- | ---------------------------------- | ---------------- |
| Vice    | 1. | 19 Maio 2008      | İstanbul Cup, Istanbul, Turquia           | Saibro | Marina Erakovic            | Jill Craybas Olga Govortsova       | 1–6, 2–6         |
| Campeã  | 1. | 28 Fevereiro 2010 | Abierto Mexicano TELCEL, Acapulco, México | Saibro | Barbora Záhlavová-Strýcová | Sara Errani Roberta Vinci          | 2–6, 6–1, [10–2] |
| Campeã  | 2. | 26 Setembro 2010  | Hansol Korea Open, Seul, Coréia do Sul    | Duro   | Julia Görges               | Natalie Grandin Vladimíra Uhlířová | 6–3, 6–4         |